# Wikipédia em samarês
A Wikipédia em samarês é a edição em língua samaresa da Wikipédia, gerido pela Wikimedia Foundation desde 25 de setembro de 2005. É a sexta maior Wikipédia em número de artigos. Superou mais de 1 000 000 artigos em 8 de junho de 2014.
Em 26 de agosto de 2010, a Wikipédia em samarês ultrapassou os 100 000 artigos, tornando-se o 35ª maior edição. Este número foi mais do que duas vezes o total da Wikipédia em tagalo, que é uma das principais línguas das Filipinas.

## História
A Wikipédia samaresa foi organizada pela primeira vez em Tacloban em 25 de setembro de 2005 por Harvey Fiji. O wiki teve um pequeno número de colaboradores, com menos de dez editores por mês até abril de 2009. O primeiro encontro de editores ocorreu em janeiro de 2013 em Tacloban.
No início de 2011, a Wikipédia em samarês atraiu a atenção por incluir mais de duas vezes mais artigos do que a Wikipédia em tagalo, que é baseada no idioma principal das Filipinas. Esta discrepância foi explicada pelo grande número de artigos adicionados automaticamente por bots, sem intervenção humana direta. No início de junho de 2014, a Wikipédia samaresa atingiu uma contagem muito alta de 1 milhão de artigos, mas uma profundidade de artigo muito baixa de menos de 3.  A profundidade do artigo é uma tentativa de medir a qualidade colaborativa dos artigos, com base no número de edições por artigo.
No entanto, a Wikipédia samaresa não parece ser amplamente usada nas Filipinas; em março de 2021, 90% das visualizações da Wikipédia daquele país foram direcionadas à Wikipédia em inglês, com 5% indo para o tagalo e 3%, para a Wikipédia em russo. Cerca de 35% das visualizações do Wikipédia em samarês vêm da China, 25% dos Estados Unidos, cerca de 15% da Alemanha e França e menos de 8% das Filipinas.

## Cronologia
- 26 de agosto de 2010: 100 000 artigos.
- 22 de fevereiro de 2013: 150 000 artigos.
- 3 de março de 2013: 200 000 artigos.
- 29 de junho de 2013: 400 000 artigos.
- 17 de julho de 2013: 500 000 artigos.
- 7 de agosto de 2013: 600 000 artigos.
- 20 de agosto de 2013: 700 000 artigos.
- 8 de setembro de 2013: 800 000 artigos.
- 29 de setembro de 2013: 900 000 artigos.
- 8 de junho de 2014: 1 000 000 artigos.[9]